# Helminthochiton
Helminthochiton is een uitgestorven geslacht van mollusken, dat leefde van het Vroeg-Ordovicium tot het Carboon.

## Beschrijving
Deze keverslak had een schaal, die was samengesteld uit een smalle rij van acht hoekige schelpstukken, waarvan het oppervlak korrelig en geribbeld was. De zeven schelpdelen aan de achterkant waren zijdelings bezet met lipvormige, elkaar overlappende uitsteeksels, die bij het levende dier in de gordel vielen. Het voorste kleinere, halfcirkelvormige schelpdeel bevatte geen zijlippen. De over de lengteas stomp gekielde schelp vertoonde van kop tot staart een afgeronde richel. De lengte van het dier bedroeg ongeveer 7 cm.

## Leefwijze
Dit geslacht bewoonde warme zeeën en voedde zich met algen, die het van op de zeebodem liggende stenen afgraasde.